# Ilhas Virgens Americanas nos Jogos Olímpicos de Inverno de 1994
As Ilhas Virgens Americanas participaram dos Jogos Olímpicos de Inverno de 1994 em Lillehammer, Noruega.

## Resultados

### Bobsleigh
- Keith Sudziarski / Todd Schultz
  - Duplas Masculino: 3:40.78 - 38° lugar
- Zachary Zoller / Paul Zar
  - Duplas Masculino: 3:45.01 - 42° lugar
- Zachary Zoller / Paul Zar / David Entwistle / Alexander Poe
  - Equipe Masculino: 3:35.65 - 28° lugar

### Luge
- Anne Abernathy
  - Individual Feminino: 3:20.831 - 20° lugar
- Kyle Heikkila
  - Individual Masculino: 3:27.236 - 23° lugar